# Scopula concinnaria
Scopula concinnaria är en fjärilsart som beskrevs av Philogène Auguste Joseph Duponchel 1842. Scopula concinnaria ingår i släktet Scopula och familjen mätare. Inga underarter finns listade.